# Cratere Pál
Pál  è un cratere sulla superficie di Marte.